# Kaju von Koch
Karin Maria (Kaju) von Koch, född Magnell den 27 mars 1880 i Uddevalla, död den 20 augusti 1952 i Engelbrekts församling i Stockholm, var en svensk möbelarkitekt, målare, tecknare och silhuettklippare. Hon var syster till arkitekten Agnes Smith. 
von Koch började sin utbildning vid Högre konstindustriella skolan i Stockholm 1894. Hon praktiserade därefter som möbelarkitekt samtidigt som hon studerade måleri för Richard Bergh. Hon har varit verksam som bokillustratör – bland annat i Hugo Wachtmeisters Min dotters bröllopsresa till Kaukasien och hennes mor Agnes Magnells Glada minnen från 1850-talets Karlskrona samt barnböcker.
Hon gifte sig 1904 med kompositören Sigurd von Koch och var mor till Erland von Koch. Makarna von Koch är begravda på Norra begravningsplatsen utanför Stockholm.